# Божић је
Божић је је песма српског певача Баје Малог Книнџе. Првобитно се појавила на његовом другом студијском албуму Стан’те паше и усташе, објављеном 1992. за издавачку кућу Нина трејд.

## О песми
Ова нумера је веома популарна међу Србима, поготово током Божића. Пушта се чешће и на свим радио-станицама с народном музиком. Аутор текста и музике је сам Мирко Пајчин. Аранжман је урадио хармоникаш Славко Митровић Цале, чији оркестар и прати Пајчина на целом албуму Стан’те паше и усташе.
Текст песме је обојен носталгијом и представља веродостојан приказ једног Божића који је Пајчин током детињства провео у свом родном Губину, подно Динаре. У стиховима се помињу и обичаји који се везују за обележавање православног Божића — одлазак у цркву, поздрав Христос се роди, спремање чеснице, доношење бадњака, пуцање из прангија... Звонар цркве из песме је стварна личност и зове се Богдан. Касније се преселио у Сремске Карловце код Новог Сада, у коме га је после много година Пајчин срео и препознао.